# Cultura Hacilar

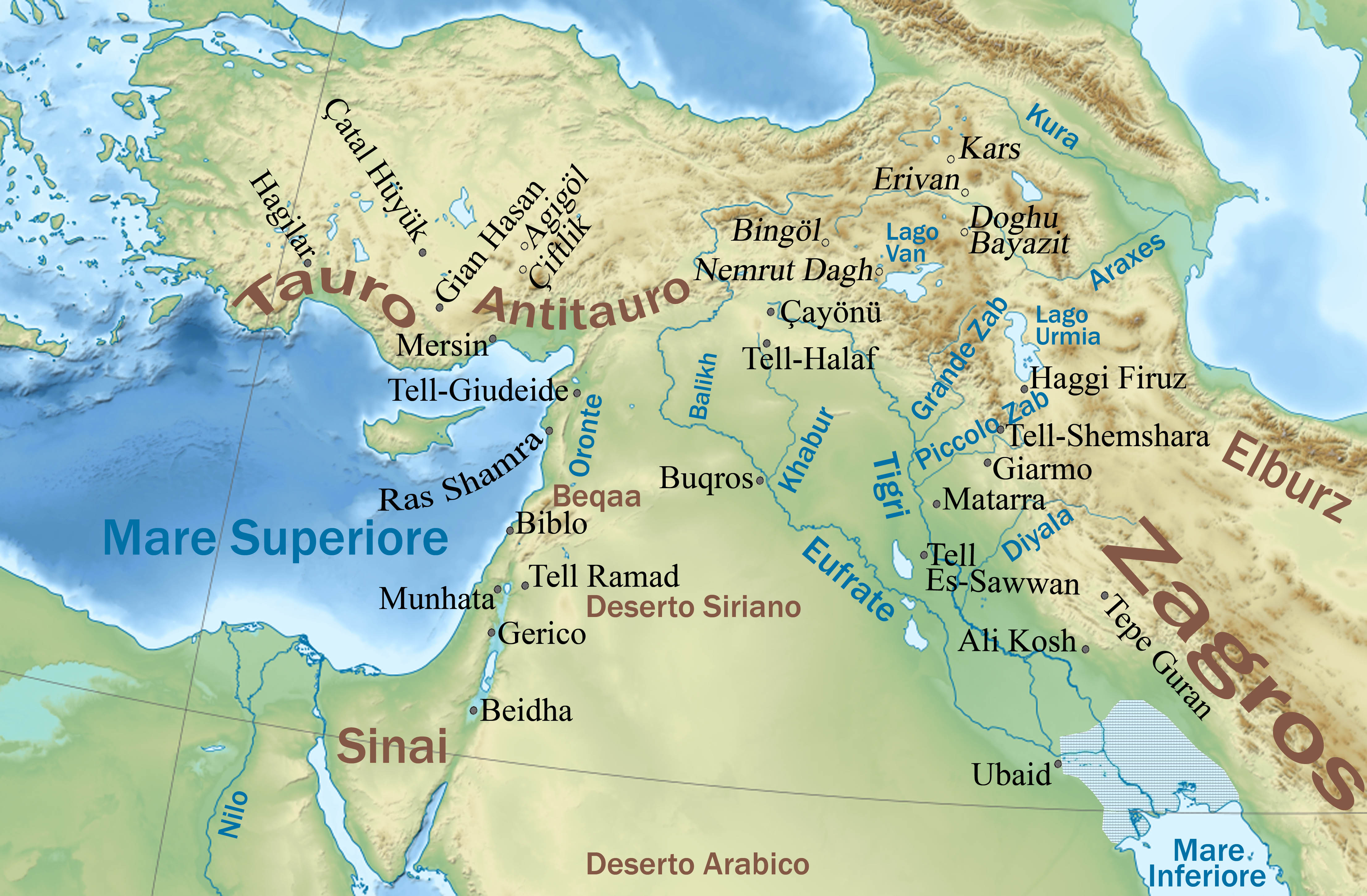
Yacimientos neolíticos del Oriente Próximo. Hacilar aparece anotada como Hagilar (denominación italiana).

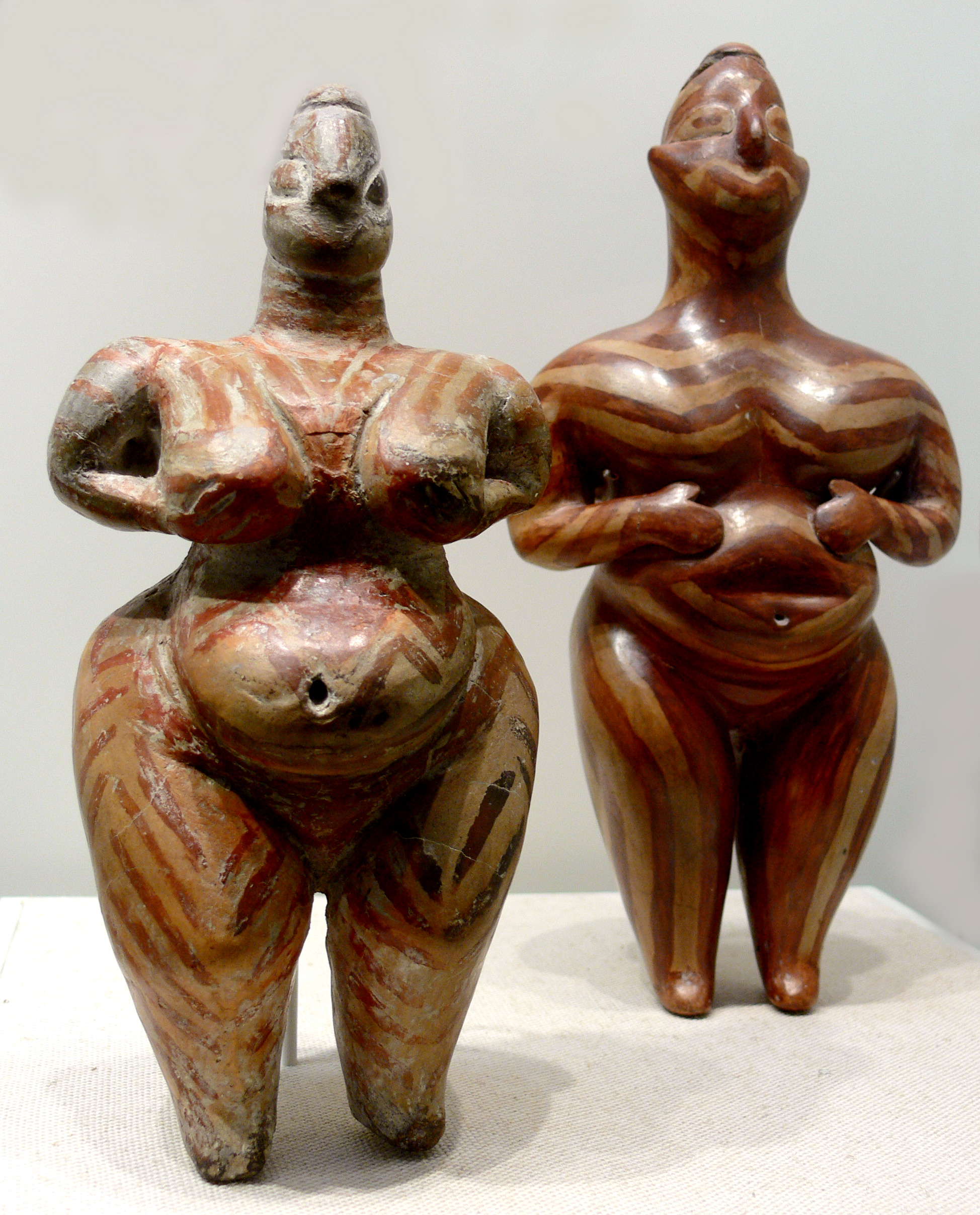
Figurillas femeninas de Hacilar. Museo für Vor- und Frühgeschichte, Berlín.

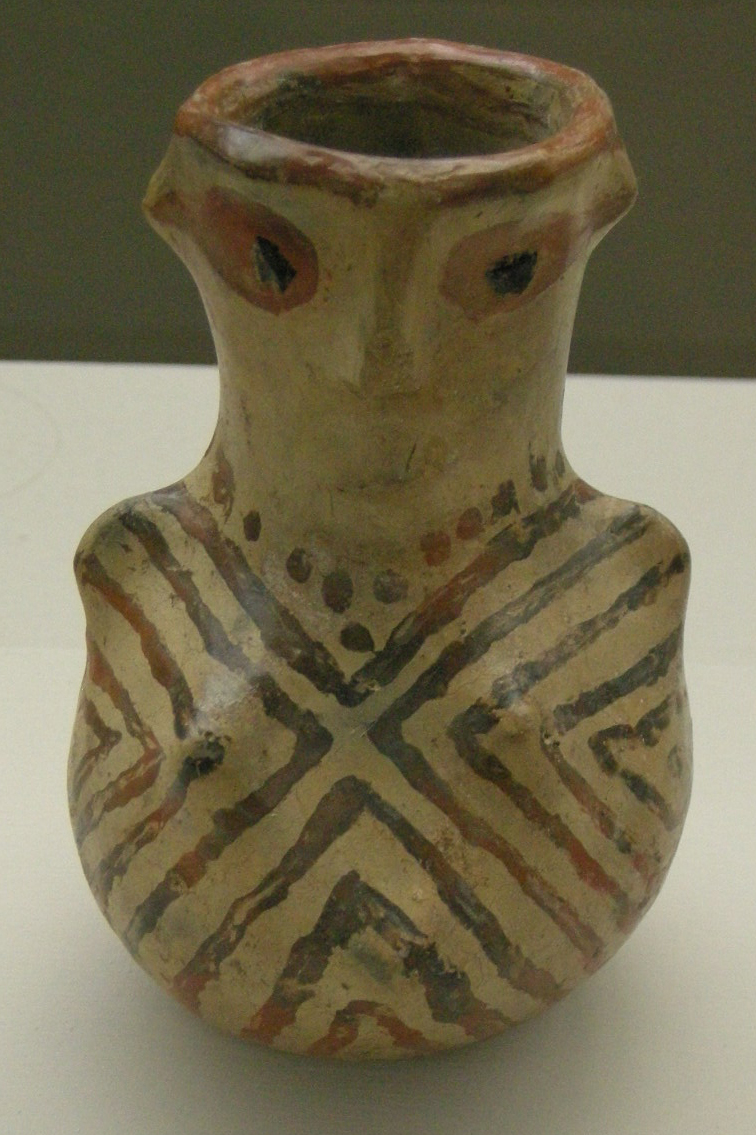
Vaso antropomorfo de Hacilar. 5250-5000 a. C. Museo Arqueológico de Florencia.

La cultura Hacilar o cultura de Hacilar fue una cultura prehistórica que se desarrolló en la península de Anatolia (Turquía). En sus etapas tempranas de desarrollo se remonta hasta aproximadamente el 7040 a. C. Los restos arqueológicos indican que el sitio fue abandonado y reocupado en más de una ocasión.
Hacilar Höyük (comúnmente abreviado como Hacilar) es el nombre moderno del yacimiento arqueológico, situado a unos 25 km de la ciudad moderna de Burdur.

## Arqueología
Hacilar existió y desapareció durante la prehistoria. Lo que quedaba de Hacilar era un montículo de unos 5 m de altura y unos 150 m de ancho en la llanura y se mantuvo así hasta 1956. En ese año, un maestro local presentó la loma al arqueólogo británico James Mellaart. Las excavaciones de Hacilar comenzaron bajo la dirección de Mellaart al año siguiente y continuaron hasta 1960. Los artefactos arqueológicos recuperados durante la excavación se encuentran actualmente en el Museo de las Civilizaciones de Anatolia, en Ankara.

## Características
Se han encontrado hasta 11 niveles estratigráficos. La parte más antigua, Neolítico acerámico, está fechada en el VIII milenio a. C. Al VI milenio a. C. se le asignan nueve niveles, el más antiguo con cerámica, casi en su totalidad, sin decorar. El nivel VI, que se remonta al 5600 a. C., es el más interesante. Se encontraron nueve edificios, agrupados alrededor de una plaza, hechos de adobe. Los medios de subsistencia fueron la agricultura, principalmente (espelta, escanda, trigo harinero, cebada, guisantes y veza), y la cría de animales, encontrándose huesos de ganado vacuno, cerdos, ovejas, cabras y perros. La cerámica es simple, aunque algunos ejemplares representan animales. Destacan numerosas figuras desnudas femeninas en arcilla, que posiblemente representaran a alguna divinidad.
Otros niveles posteriores contienen cerámica pintada. Los vasos están decorados con diseños geométricos a partir de entonces. En el nivel II (c. 5300 a. C.), el pueblo fue fortificado y tenía un pequeño templo. El asentamiento del nivel I, que data de años posteriores al 5000 a. C., difiere significativamente de las capas anteriores, por lo que se cree que hubo recién llegados que se establecieron aquí. El sitio está ahora fuertemente fortificado. La cerámica tiene una alta calidad y generalmente está pintada en rojo sobre fondo crema con motivos geométricos o figuras estilizadas como pájaros o cabezas de toro (en el calcolítico). Incluso la cerámica puede tener forma zoomorfa, y sería la primera de este tipo encontrada en Anatolia.

### Arquitectura
En el período precerámico, existían edificios con el típico revoco del suelo, pintado y aplicado según se ha visto en Jericó. Bajo algunos suelos se han encontrado cráneos sin esqueletos, como en otros lugares del Oriente Próximo, posiblemente un indicio de culto a sus antepasados, pero el cementerio principal, estaba fuera de la aldea.
Sus casas, con habitaciones rectangulares, con patio, que parece que tendrían su entrada por el techo, se situaban alrededor de plazas o callejones, a diferencia de otras culturas con las que está emparentada, como la de Catal Huyuk. También parece estar emparentada con las culturas Cukurkent y Mersin.
Cada vivienda estaba construida sobre una base de piedra para protegerla contra el daño por agua. Las paredes eran de madera y adobe o ladrillo de barro, con argamasa de cal. Vigas de madera sostendrían una cubierta plana. Es probable que estas casas tuvieran un piso superior de madera.
Los interiores tenían un acabado liso con yeso y se pintaban en escasas ocasiones. Con el tiempo se hicieron cambios en las viviendas, encontrándose en las mismas piedras de mano para moler, morteros y braseros. También realizaron huecos en las paredes para utilizarlos como tacas o alacenas. La cocina estaba separada de la sala principal y los niveles superiores fueron utilizaron como graneros y/o talleres.
| Predecesor: Cazadores-recolectores | Prehistoria en Anatolia Período 3 7600 a. C.-6600 a. C. | Sucesor: Çatal Höyük |
| Predecesor: Cazadores-recolectores | Prehistoria en Anatolia Período 3 7600 a. C.-6600 a. C. | Sucesor: Suberde     |